# Egbert Cornelis Nicolaas van Hoepen
Egbert Cornelis Nicolaas van Hoepen, plus connu sous le diminutif E. C. N. van Hoepen, née le 10 novembre 1884 à Flessingue aux Pays-Bas et mort le 2 mai 1966 à Johannesbourg en Afrique du Sud, est un paléontologue néerlandais.

## Biographie
E. C. N. van Hoepen né à Flessingue aux Pays-Bas, ou il vivra jusqu'à l'âge de six ans, ou il déménage par la suite avec ses parents en Afrique du Sud. Lorsque les forces britanniques ont occupé Pretoria en 1900, il a été déporté aux Pays-Bas, où il a suivi des cours et obtenu un diplôme d'ingénieur des mines à l'université de technologie de Delft. Plus tard, il obtient son doctorat avec une thèse sur la structure des strates du Silurien de Gotland (1910). Il retourne ensuite en Afrique du Sud, où de 1910 à 1921, il travaille comme paléontologue au Musée du Transvaal. Au cours de cette période, il concentre son attention sur les reptiles fossiles du bassin du Karoo. De 1922 à 1950, il est le directeur du musée national de Bloemfontein. On lui attribue la collecte de milliers de fossiles d'invertébrés des strates du Crétacé du Zululand.

## Œuvres publiées
E. C. N. van Hoepen est l'auteur d'environ 80 écrits scientifiques, publiant des ouvrages dans les domaines de l'archéologie et de l'ethnologie ainsi que de la paléontologie.